# Alcornocal de Viña Grande
El alcornocal de Viña Grande es un alcornocal endémico de 20 ejemplares centenarios de Quercus suber, situado en un entorno urbanizado al noreste del término municipal de Alcorcón (Comunidad de Madrid, España), y al noroeste del término municipal de Leganés (Comunidad de Madrid, España), y se constituye junto con los alcornoques del parque de Las Presillas como uno de los dos reductos de alcornoques de origen natural más cercanos a la capital, siendo únicos por su singular rareza ambiental al presentar unos requerimientos edafoclimáticos muy particulares. 

## Geografía
Su ubicación en los límites del área de distribución de la especie, su presencia ligada a condiciones microclimáticas especiales aisladas del clima general, y pies aislados cercanos como los que se encuentran en el Monte de El Pardo, la Casa de campo, y en la dehesa de Boadilla del Monte son indicadores de que esta población representa restos de un área más extensa del alcornocal. En 1886 el ingeniero de montes Máximo Laguna comentaba: 

También, aunque muy escaso, (el alcornoque) se halla en algunos montes de la falda meridional de la sierra de Guadarrama
Máximo Laguna

Su persistencia permite suponer una fuerte selección natural sobre las primitivas poblaciones, de manera que los representantes actuales representan una adaptación a las condiciones ambientales en los extremos de su nicho ecológico.
Este conjunto relicto de alcornoques, se situaría a lo largo de la vía pecuaria denominada "Colada de Esparteros" que atraviesa los municipios de Alcorcón y Leganés de sureste a noroeste; hoy en día se sitúa en la confluencia de la avenida de Esparteros y la Avenida del Pinar.
El alcornocal está catalogado como hábitat de interés comunitario; definido en el manual de interpretación de los hábitats de la Unión Europea (EUR25, abril de 2003) (Bosque esclerófilo mediterráneo - Bosque silícola del Mediterráneo occidental) (y punto 32.11 de la Directiva 92/43/CEE).

Dichos taxones de Quercus suber también están considerados por la Comunidad autónoma de Madrid como especie de interés especial de la CAM según "Decreto 18/1992, de 26 de marzo por el que se aprueba el Catálogo Regional de especies amenazadas de fauna y flora silvestres y se crea la categoría de árboles singulares".

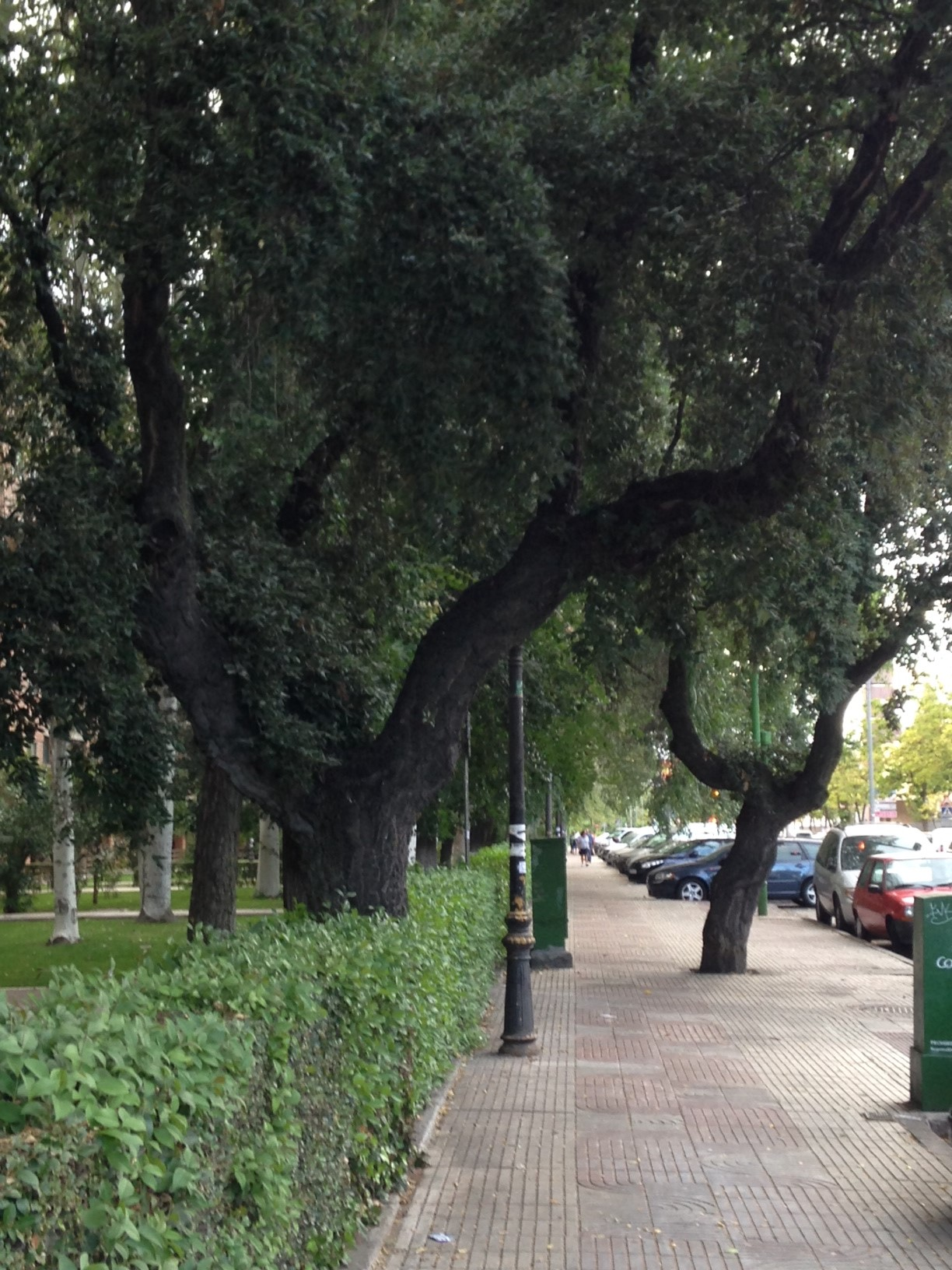
Alcornoques de Viña Grande en la Avenida de los Castillos de Alcorcón

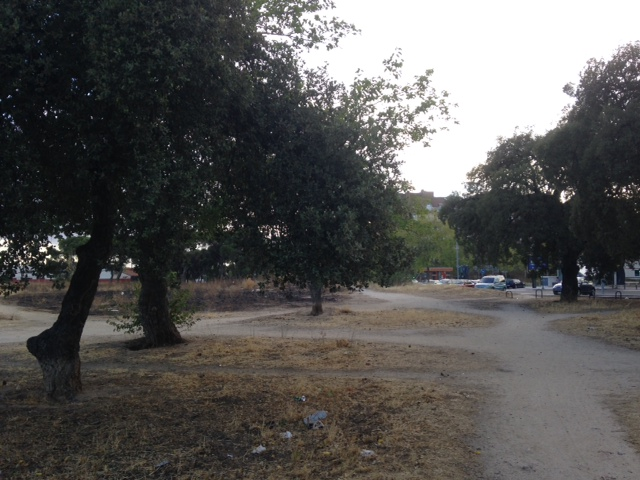
Vista sur del Alcornocal de Viña Grande

La extensión del alcornocal es muy dispersa hoy en día, pasando de 3.5 hectáreas aproximadamente en 1956 a poco más de 0.3 hectáreas aproximadamente, siendo de 4,765 ha la superficie potencial de restauración; 15 de estos alcornoques están en su ubicación original, de los cuales 3 de ellos han quedado integrados en jardines dentro de una urbanización colindante, y otro más en mitad de una acera en la Avenida de los Castillos de Alcorcón; los otros 5 restantes fueron trasplantados en frente de los actuales juzgados de Alcorcón, en la calle Carballino en 1994. 
De todo esto se extrae la importancia de salvaguardar el acervo genético de estos rodales mediante restauración con la propia semilla propia y local.

## Actuaciones
El Ministerio de Agricultura, Alimentación y Medio Ambiente tiene entre sus objetivos, para el periodo 2014-2020, la protección y conservación de la biodiversidad en áreas urbanas como esta:

Los entornos urbanizados son áreas donde la biodiversidad sufre importantes presiones, que a menudo afectan también seriamente a las áreas periurbanas. Frecuentemente los planes urbanísticos y otros planes o proyectos que se desarrollan en el medio urbano no suelen tener adecuadamente en consideración a la biodiversidad, que es percibida como un elemento ajeno a la ciudad.
La Ley 42/2007 insta a atenuar estos impactos mediante la inclusión de los requerimientos de la conservación, uso sostenible, mejora y restauración del patrimonio natural y la biodiversidad en las políticas sectoriales de urbanismo y ordenación del territorio. Además, tienen como principio la prevalencia de la protección ambiental sobre la ordenación territorial y urbanística.
Ministerio de Agricultura, alimentación y Medio Ambiente: Estrategia española de conservación vegetal 2014-2020 [‘Principios y orientaciones para la conservación de la DIVERSIDAD VEGETAL SILVESTRE en España’]. Madrid: Conferencia Sectorial de Medio Ambiente: Estrategia española de conservación vegetal 2014-2020 (pág. 54-56). Madrid. Junio 2014.

El sotobosque asociado que podría albergar este alcornocal puro incluiría especies autóctonas tales como:
- Jara Pringosa (Cistus ladanifer)
- Retama (Retama sphaerocarpa)
- Zarzamora (Rubus ulmifolius)
- Cornicabra (Pistacia terebinthus)
- Espantalobos (Colutea arborescens)
- Escaramujo (Rosa canina)
- Madroño (Arbutus unedo)
- Retama loca (Osyris alba)
- Majuelo (Crataegus monogyna)
- Retama de olor (Spartium junceum)